# سمک (فنوج)
سمک، روستایی در دهستان فنوج بخش مرکزی شهرستان فنوج در استان سیستان و بلوچستان ایران است.

## جمعیت
این روستا در دهستان فنوج قرار دارد و براساس سرشماری مرکز آمار ایران در سال ۱۳۸۵، جمعیت آن ۲۸ نفر (۴خانوار) بوده‌است.